# Bermuda op de Olympische Zomerspelen 1984
Bermuda nam naar deel aan de Olympische Zomerspelen 1984 in Los Angeles, Verenigde staten. 

## Resultaten en deelnemers per onderdeel

### Atletiek
| Olympiër       | Discipline       | Resultaat | Prestatie                            |
| -------------- | ---------------- | --------- | ------------------------------------ |
| Bill Trott     | 100m (m)         | 49e       | serie 4: 6e in 10,76                 |
| Gregory Simons | 200m (m)         | 50e       | serie 2: 6e in 21,88                 |
| Nick Saunders  | hoogspringen (m) | 21e       | kwalificatie groep B: 8e met 2,18m   |
|                |                  |           |                                      |
| Sonia Smith    | speerwerpen (v)  | 20e       | kwalificatie groep B: 10e met 52,74m |

### Paardensport
| Olympiër   | Discipline  | Resultaat | Prestatie                                                                                                |
| Eventing   | Eventing    | Eventing  | Eventing                                                                                                 |
| ---------- | ----------- | --------- | --- |
| Peter Gray | individueel | DNF       | dressuur: 13e met 59,20 strafpunten crosscountry: 18e met 23,60 strafpunten springconcours: niet gestart |

### Wielersport
| Olympiër     | Discipline       | Resultaat | Prestatie      |
| ------------ | ---------------- | --------- | -------------- |
| Buddy Ford   | wegwedstrijd (m) | DNF       | niet gefinisht |
| Earl Godfrey | wegwedstrijd (m) | DNF       | niet gefinisht |
| Clyde Wilson | wegwedstrijd (m) | DNF       | niet gefinisht |

### Zeilen
| Olympiër                      | Discipline     | Resultaat | Prestatie                           |
| ----------------------------- | -------------- | --------- | ----------------------------------- |
| Hugh Watlington               | windglider (m) | 27e       | 180 punten: (25-PMS-27-22-26-22-22) |
|                               |                |           |                                     |
| Alan Burland Christopher Nash | tornado        | 5e        | 53,5 punten: (8-6-4-6-7-YMP-3)      |

### Zwemmen
| Olympiër       | Discipline          | Resultaat | Prestatie                   |
| -------------- | ------------------- | --------- | --------------------------- |
| Victor Ruberry | 100m schoolslag (m) | 24e       | serie 1: 4e in 1.05,96 (NR) |
| Victor Ruberry | 200m schoolslag (m) | 36e       | serie 7: 6e in 2.31,48      |

Algerije · Amerikaanse Maagdeneilanden · Andorra · Antigua en Barbuda · Argentinië · Australië · Bahama’s · Bahrein · Bangladesh · Barbados · België · Belize · Benin · Bermuda · Bhutan · Birma · Bolivia · Bondsrepubliek Duitsland · Botswana · Brazilië · Britse Maagdeneilanden · Canada · Centraal-Afrikaanse Republiek · Chili · China · Chinees Taipei · Colombia · Congo-Brazzaville · Costa Rica · Cyprus · Denemarken · Djibouti · Dominicaanse Republiek · Ecuador · Egypte · El Salvador · Equatoriaal-Guinea · Fiji · Filipijnen · Finland · Frankrijk · Gabon · Gambia · Ghana · Grenada · Griekenland · Groot-Brittannië · Guatemala · Guinee · Guyana · Haïti · Honduras · Hongkong · Ierland · IJsland · India · Indonesië · Irak · Israël · Italië · Ivoorkust · Jamaica · Japan · Joegoslavië · Jordanië · Kaaimaneilanden · Kameroen · Kenia · Koeweit · Lesotho · Libanon · Liberia · Liechtenstein · Luxemburg · Madagaskar · Malawi · Maleisië · Mali · Malta · Marokko · Mauritanië · Mauritius · Mexico · Monaco · Mozambique · Nederland · Nederlandse Antillen · Nepal · Nicaragua · Nieuw-Zeeland · Niger · Nigeria · Noord-Jemen · Noorwegen · Oeganda · Oman · Oostenrijk · Pakistan · Panama · Papoea-Nieuw-Guinea · Paraguay · Peru · Portugal · Puerto Rico · Qatar · Roemenië · Rwanda · Salomonseilanden · Samoa · San Marino · Saoedi-Arabië · Senegal · Seychellen · Sierra Leone · Singapore · Soedan · Somalië · Spanje · Sri Lanka · Suriname · Swaziland · Syrië · Tanzania · Thailand · Togo · Tonga · Trinidad en Tobago · Tsjaad · Tunesië · Turkije · Uruguay · Venezuela · Verenigde Arabische Emiraten · Verenigde Staten · Zaïre · Zambia · Zimbabwe · Zuid-Korea · Zweden · Zwitserland